# Dentimargo
Dentimargo là một chi ốc biển, là động vật thân mềm chân bụng sống ở biển trong họ Marginellidae, họ ốc mép.

## Các loài
Các loài thuộc chi Dentimargo bao gồm:
- Dentimargo alchymista Melvill & Standen, 1903
- Dentimargo alisae Boyer, 2001[2]
- Dentimargo allporti Tenison-Woods, 1876
- Dentimargo alta Watson, 1886
- Dentimargo amoena (Suter, 1908)
- Dentimargo argonauta Espinosa & Ortea, 2002[3]
- Dentimargo arvina Laseron, 1957
- Dentimargo aureocinctus (Stearns, 1872)[4]
- Dentimargo balicasagensis Cossignani, 2001[5]
- Dentimargo biocal Boyer, 2002[6]
- Dentimargo bojadorensis Thiele, 1925
- Dentimargo boyeri Bozzetti, 1994
- Dentimargo cairoma (Brookes, 1924)
- Dentimargo chaperi Jousseaume, 1875
- Dentimargo cingulatus Boyer, 2002[7]
- Dentimargo clara Thiele, 1925
- Dentimargo claroi Espinosa, Fernandez-Garcès & Ortea, 2004[8]
- Dentimargo costulata Thiele, 1925
- Dentimargo cruzmoralai Espinosa & Ortea, 2000[9]
- Dentimargo debruini Cossignani, 1998[10]
- Dentimargo delphinica Bavay, 1920
- Dentimargo dentata Lussi & G. Smith, 1996
- Dentimargo dentiens (tháng 5 năm 1911)
- Dentimargo dianae Lussi & G. Smith, 1996
- Dentimargo dimidia Garrard, 1966
- Dentimargo dispoliata Bavay, 1922
- Dentimargo eburneolus (Conrad, 1834)[11]
- Dentimargo elata Watson, 1886
- Dentimargo epacrodonta Roth, 1978
- Dentimargo eremus Dall, 1919
- Dentimargo esther (Dall, 1927)
- Dentimargo fortis Laseron, 1957
- Dentimargo fusiformis (Hinds, 1844)
- Dentimargo fusinus (Dall, 1881)[12]
- Dentimargo fusula (Murdoch & Suter, 1906)
- Dentimargo fusuloides (Dell, 1956)
- Dentimargo gibbus Garcia, 2006[13]
- Dentimargo grandidietti Cossignani, 2001[14]
- Dentimargo guionneti Cossignani, 2001[15]
- Dentimargo hebescens (Murdoch & Suter, 1906)
- Dentimargo hennequini Cossignani, 2004[16]
- Dentimargo hesperia (Sykes, 1905)
- Dentimargo idiochila Schwengel, 1943
- Dentimargo imitator (Dall, 1927)
- Dentimargo incessa (Dall, 1927)
- Dentimargo jaffa Cotton, 1944
- Dentimargo janeiroensis E.A. Smith, 1915
- Dentimargo jeanmartinii Cossignani, 2008[17]
- Dentimargo kawamurai (Habe, 1951)
- Dentimargo kemblensis (Hedley, 1903)
- Dentimargo kevini Cossignani, 2004[18]
- Dentimargo lantzi (Jousseaume, 1875)
- Dentimargo lodderae (tháng 5 năm 1911)
- Dentimargo lurida (Suter, 1908)
- Dentimargo macnairi (Bavay, 1922)
- Dentimargo makiyamai (Habe, 1951)
- Dentimargo mayii (Tate, 1900)
- Dentimargo montrouzieri Boyer, 2003[19]
- Dentimargo neglecta G.B. Sowerby, 1846
- Dentimargo perexilis (Bavay, 1922)
- Dentimargo procrita (Kilburn, 1977)
- Dentimargo pumila Redfield, 1869
- Dentimargo quilonica (Melvill, 1898)
- Dentimargo ratzingeri Cossignani, 2006[20]
- Dentimargo reductus (Bavay, 1922)[21]
- Dentimargo repentina Sikes, 1905
- Dentimargo rincigula G.B. Sowerby III, 1901
- Dentimargo sinuosa Bozzetti, 1997
- Dentimargo smithii (A. E. Verrill, 1885)[22]
- Dentimargo somalica Cossignani, 2001[23]
- Dentimargo spengleri Lussi, 2007[24]
- Dentimargo spongiarum Boyer, 2001[25]
- Dentimargo stewartiana (Suter, 1908)
- Dentimargo stylaster Boyer, 2001[26]
- Dentimargo suavis (Souverbie, 1859)
- Dentimargo subamoena (Powell, 1937)
- Dentimargo subfusula (Powell, 1932)
- Dentimargo sulcata d' Orbigny, 1842
- Dentimargo tanora (Dall, 1927)
- Dentimargo teramachi Habe, 1951
- Dentimargo totomiensis Makiyama, 1927
- Dentimargo tropica Laseron, 1957
- Dentimargo tropicensis Boyer, 2002[27]
- Dentimargo vincenzoi Cossignani, 2001[28]
- Dentimargo virginiae Boyer, 2001[29]
- Dentimargo vitoria Espinosa & Ortea, 2005[30]
- Dentimargo walkeri E.A. Smith, 1899
- Dentimargo wormaldi (Powell, 1971)
- Dentimargo yucatecanus (Dall, 1881)[31]
- Dentimargo zaidettae Espinosa & Ortea, 2000[32]
- Dentimargo zanzibarica Bozzetti, 1997
- Dentimargo zetetes Roth, 1978